# Gorno-Altajsk
Gorno-Altajsk (Russisch: Горно-Алтайск, Altaj: Туулу Алтай; Tuulu Altaj) is de hoofdstad (en enige stad) van de Russische autonome deelrepubliek Altaj. De stad ligt 3641 kilometer ten oosten van Moskou.
De stad ligt in de smalle Majma-vallei aan de voet van het Altaj-gebergte.
Toen in 1830 Russisch-orthodoxe missionarissen in de vallei aankwamen, vonden zij een kleine nederzetting genaamd Oelala, bestaande uit negentien autochtone en drie Russische gezinnen. Het volgende jaar werd Oelala gekozen als plaats voor de eerste orthodoxe missie in de Altaj en kwamen Russische kolonisten naar het dorpje.
In 1922 werd de Ojrotse autonome oblast gecreëerd, met Oelala als hoofdstad. Oelala verkreeg stadsrechten in 1928 en in 1932 werd de naam gewijzigd in Ojrot-Toera. Toen de autoriteiten in 1948 doorkregen dat de inheemse bevolking zich niet Ojrotten noemen maar Altaj, werd de naam van de regio veranderd naar Gorno-Altajse autonome oblast, en daarmee ook de naam van de hoofdstad.
Heden ten dage beschikt Gorno-Altajsk over een luchthaven (de luchthaven Gorno-Altajsk), een theater, een universiteit en een regionaal museum. De stad ligt op 96 kilometer van het dichtstbijzijnde station, namelijk Biejsk.
| 1931  | 1939   | 1959   | 1970   | 1979   | 1989   | 2002   | 2010   |
| ----- | ------ | ------ | ------ | ------ | ------ | ------ | ------ |
| 8.500 | 24.000 | 27.500 | 34.400 | 40.300 | 46.436 | 53.538 | 56.933 |

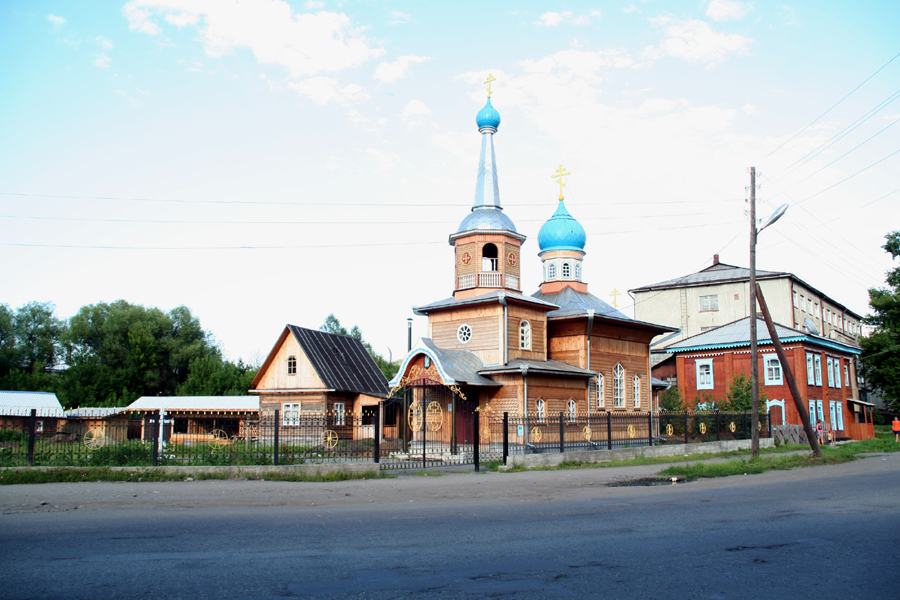
Houten Russisch-orthodoxe kerk
Centrale Leninplein tijdens herdenking 250-jarige aansluiting bij Rusland in 2006 met op de achtergrond het theater